# 南淝河

合肥市内的南肥河

南淝河是安徽省内的一条河流，古称施水。初春时其流经合肥东门之处即为庐阳八景之第二景——淮浦春融。

## 历史文化
《尔雅》上说“二水皆曰淝，合于一源，分而为二，故曰合肥”，另一为东淝河。合肥的名称来历说法不一，但基本都与南淝河有关。所以南淝河有时被人称为“合肥的母亲河”。

## 地理
关于南淝河的源头为止说法不一，合肥市政府为此展开调查，最终确定在肥西县高刘镇岗北村何老家西北侧的红石桥附近。主要的南北两支流在鸡鸣山汇合，向东南流入董铺水库再流经合肥市区，最后流入巢湖。其流经合肥城一段本穿行老城区内，1511年开始改道经老城区北。
南淝河以合肥市内的亳州路桥和屯溪路桥为划分上、中、下游的标志。上游建有董铺、众兴、三十头、张桥、蔡塘、大官塘、泗水、梅冲等大中小型水库。
由于合肥市的生活污水排入南淝河，随着合肥市人口的增加，南淝河污染状况越来越严重，支流二十埠河更是首当其冲。沿河居民把南淝河的污染说成“五十年代淘米洗菜，六十年代引水灌溉，七十年代河水變壞，八十年代魚蝦絕代，九十年代人畜受害”。

## 支流
- 四里河
- 板桥河
- 史家河
- 二里河
- 二十埠河
- 店埠河
- 长乐河